# 中白令海狭鳕资源养护与管理公约
中白令海狭鳕资源养护与管理公约（英語：Convention on the Conservation and Management of Pollock Resources in the Central Bering Sea - CCBSP），是1994年制订的国际公约。公约订于美国华盛顿，于1995年12月8日生效，保存人是美国政府。

## 背景
各缔约国认识到为养护管理中白令海狭鳕资源合作采取措施的紧迫性，制订公约各条款。

## 内容
公约目标为：
1. 在公约区域（从白令海沿海国划定领海宽度的基线起的200海里以外的白令海公海区域）建立狭鳕资源养护、管理和合理利用的国际机制；
2. 恢复和维持白令海狭鳕资源所允许的最大持续产量；
3. 就白令海的有关狭鳕和其他海洋生物资源真实信息的收益和分析进行合作；
4. 考虑在公约区域建立其他海洋生物资源必要的养护和管理措施的论坛。

公约定期召开年会，并建立了科学技术委员会。